# 大塔合戦
大塔合戦（おおとうがっせん）とは、応永7年（1400年）に信濃守護小笠原長秀が、村上氏・井上氏・高梨氏・仁科氏ら有力国人領主及び、それらと結んだ中小国人領主の連合軍（大文字一揆）と善光寺平南部で争った合戦。守護側が大敗し、以後も信濃国は中小の有力国人領主たちが割拠する時代が続いた。

## 前史
信濃は、鎌倉時代のほぼ全期間を通じて北条氏が守護職を独占しており、鎌倉時代が終焉を告げた後も「中先代の乱」に信濃の御家人が主戦力となるなど、北条氏の勢力が強い地域であった。そんな中にあって、元々は甲斐国の甲斐源氏の一族である加賀美氏（清和源氏義光流、武田氏と同族）から別れ信濃各所に勢力を保持していた小笠原氏は、早くから足利尊氏による倒幕に加勢し、建武2年（1335年）に小笠原貞宗が信濃守護に任命される。しかし中先代の乱により船山守護所を襲われた青沼合戦では警備をあずかる市河氏らが奮戦するも敗走、国衙を焼かれ建武政権が任命した公家の国司が自害に追い込まれるなどがあって信濃国内は混乱した。
尊氏による新帝擁立で南北朝時代が到来し、また、尊氏と弟の直義の兄弟対立による観応の擾乱が起こると、信濃の国人領主達も北朝方と南朝方、尊氏党と直義党に二分して各所で抗争を引き起こし、守護職が斯波氏に交替した時代には、守護代の二宮氏泰の命に抵抗したり、その篭城する横山城を攻め落としてしまった。また制圧されはしたものの時の守護を兼帯した関東管領上杉朝房の攻撃に対して、これを栗田氏が迎え撃って合戦に及ぶ事件、等（漆田原の合戦）なども続いた。
南北朝合一の後、永らく北朝方として戦い、足利将軍家から信濃守護家として遇された小笠原氏が念願の信濃守護に再び補任されるのは応永6年（1399年）のことであった。

## 発端
小笠原長秀は将軍足利義満から信濃国守護に任命され太田荘から島津氏や高梨氏の排除を命じられた。就任直後の10月には反発した長沼の島津国忠が守護方の赤沢秀国、櫛置清忠らと石和田（長野市朝陽）付近で抗争した。
応永7年（1400年）7月3日、京都を出立した長秀は同族の大井光矩（佐久）のもとを経由し、北信濃の有力者である村上満信には特に使者を送って協力を求め、東北信の国人領主に対しても守護としての政務開始を通告。その中心地である善光寺に一族郎党200騎余を従える煌びやかな行列を組んで入る。そして信濃の国人領主達を召集して対面する。この時の対面は、相当に高圧的なものだったと伝えられている。
守護就任に反感を強めていた犀川沿岸の栗田氏（長野市栗田）や小田切氏（長野市小田切）、落合氏（長野市安茂里）、小市氏（長野市安茂里）、窪寺氏（長野市安茂里）、香坂氏（長野市信州新町）、春日氏（長野市七二会）、三村氏（塩尻市洗馬）、西牧氏（松本市梓川）、宮高氏（松本市梓川）ら国人は「大文字一揆（だいもんじいっき）」を形成し、窪寺氏のもとに集まり談合したが推移を見守ることとした。なお、『大塔物語』によれば大文字一揆には大塔古城の攻撃の際、大手門攻撃総大将であった禰津遠光の配下に「実田（さなだ）」氏が加わっており、後の真田氏の一族とする説がある。
長秀は、ちょうど収穫の時期となっていた近隣の川中島で、「幕府から知行された守護の所領である」として年貢の徴収を開始する。しかし当時は村上氏が押領していた地であり、守護の一存で所領が左右されることは多かれ少なかれ押領地を有する他の国人領主にとっては認めがたく、多くの国人領主たちを反小笠原に決定付けることとなった。

## 戦局
守護小笠原氏に反旗を翻したのは、村上氏のほかに中信の仁科氏・東信の海野氏や根津氏を始めとする滋野氏一族・北信の高梨氏や井上氏、信濃島津氏など大半の国人衆で、小笠原氏に加勢したのは一族以外では市河氏と、元々地盤としていた南信地方を中心とした一部の武士たちだけだったとされる。また小笠原一族内でも、長秀の高圧的な態度に反発して参陣しなかった者が続出したとされる（後に仲介役となる大井氏など、ほぼ半数が加勢しなかったとされる）。
上田市立博物館所蔵の「大塔物語」によれば、長秀の下に集まった小笠原勢は800騎余りで、善光寺から横田城へ兵を進めた。これに対する国人衆（大文字一揆）は、篠ノ井の岡
（富部）に500余騎（村上氏）、篠ノ井塩崎上島に700余騎（佐久地方の国人衆）、篠ノ井山王堂に300余騎（海野氏）、篠ノ井二ッ柳に500余騎（高梨氏、井上氏一族など須坂・中野地方の国人衆）、方田ヶ先石川に800余騎（安曇地方の有力国人仁科氏や、根津氏など大文字一揆衆）が布陣したとの記載がある。この”騎”というのは何人もの家来を連れた武士のことで、実数は4千弱の小笠原勢に対して国人衆は1万以上の兵力だったと推定されている。また、この時諏訪神社上社の諏訪氏は国人側を支援し、下社の金刺氏は守護側寄りであったと伝えられ諏訪神社の分裂が顕在化したとされる。
この状況に横田城では防ぎきれないと判断した長秀は、一族の赤沢氏の居城である塩崎城への秘かな脱出を目指すが、途中で発見され塩崎城に辿り着けたのは長秀以下僅か150騎のみで、300騎余りが途中の大塔の古城（古砦）に辛うじて逃げ込んだ。この時、諏訪方の有賀美濃入道が上原・矢崎・古田ら300余騎を率いて大手口から攻めたとされる。しかし、食料を始め何も準備していない古城（廃城）では篭城する術も無く、取り残される事となった小笠原勢は乗っていた馬を殺して血を啜り生肉を食う凄惨を極め餓死者も出始めて、結局は全員が撃って出て討死か自害して果てる。
更に長秀が逃げ込んだ塩崎城も攻撃を受け、同族で守護代の大井光矩が仲介の手を差し伸べたことで辛くも窮地を脱し、長秀は京都に逃げ帰った。翌年の応永8年（1401年）に長秀は幕府から信濃守護職を罷免され、信濃は幕府直轄領（料国）となった。その間、幕府の代官として依田左衛門大夫・飯尾左近将監が派遣された。しかし細川慈忠の派遣交代によるまで一部豪族達の抵抗は続いた。信濃が再び小笠原氏の領国になるのは長秀の弟政康が守護に任命された応永32年（1425年）である。なお守護方の侍大将の中に井深氏の名が見られる。

## 大塔の古城（古砦）
「大塔の古城」の場所については、現在の篠ノ井にある大当地区にあった館跡が定説とされていた。大当地区の東方約500mに当たる御幣川地区にある宝昌寺はこの合戦の多くの戦死者を葬った所との伝承がある。また、当時の大当地区を含む現在の長野市篠ノ井から千曲市北部（旧更埴市）にかけては、千曲川に犀川からの御幣川（現在の岡田川）や聖川が合流する低湿地の池沼地帯であったとされ、古くは平安時代から度々大洪水の記録が残されている地である。この近くの石川条里田跡は約2ｍの洪水堆砂に埋もれている。
しかし、定説となっていた館跡は、寿永元年（1182年）の横田河原の戦いで使われた砦跡とする説もあり、その説だと200年余も経ている。更に「大塔の古城」に立て篭もった守護勢が壊滅したのは十月二十一日とされ、合戦が行われた九月二十五日から一ヶ月近く経過しているため、微高地とはいえ低湿地の中の荒れ果てた館跡（廃墟）で一ヶ月も持ち応えるのは不自然だとする異論が存在する。
現在では大当地区の西方約2キロにある二ッ柳城（現在の二ッ柳神社）を「大塔の古城」に比定する説があり、更に西に400mほどの距離にある夏目城（現在の湯入神社ー青沼合戦で船山守護所襲撃側に加担した夏目氏は敗戦逃亡四散したと考えられ当時は廃城）も近いことから両方との説もある。共に大当地区を見下ろす山際の傾斜地にあり、後の発掘調査により当時は廃城となっていた事が確認されている。
ただ、この説に対しても、この二ツ柳方面には、合戦前に500余騎の須坂・中野地方の国人衆が、方田ヶ崎石川（夏目城）方面にも仁科勢等800余騎が布陣していたと伝えられることから、逃げ込む先として考えるには不適当だとする向きもある。
史料として守護方として参陣した市河六郎頼重の文書（「市河家文書」）があり、その中で「二柳城においての戦功」に対して小笠原氏に恩賞を求めた記述があり、この合戦で二柳城周辺で守護方と一揆勢の戦いがあった事は確実とされる。だた、それが「大塔の古城」を指すかは不明であることから、今も場所の特定には至っていない。

## その後の大文字一揆衆
永享2年（1430年）鎌倉公方足利持氏が白河結城氏を討とうとすると、 将軍足利義教は信濃、越後、駿河の援軍を結城氏に派遣した。この時幕府は守護小笠原政康が率いる信濃の軍勢を畠山氏に従わせたが、大文字一揆については山名時熙に付随させている。